# Bo Diddley
Bo Diddley (vlastním jménem Ellas Otha Bates McDaniel; 30. prosince 1928 McComb, Mississippi – 2. června 2008 Archer, Florida), aka „The Originator“, byl americký rock’n’rollový zpěvák, textař a kytarista žánru rhytm’n’blues a rokenrolu. Prorazil s písní I’m A Man, jejíž rytmus se stal jedním ze základních rock’n’rollových rytmů.
Byl nedostižným hudebním inovátorem, jeho práce se zvukem inspirovala kytaristy blues, rocku, psychedelic a v neposlední řadě i punku. Je také známý svou oblibou kytar obdélníkového tvaru.
V roce 1987 vstoupil do Rock and Roll Hall of Fame.
V roce 2005 koncertoval v Praze.
Zemřel na selhání srdce.

## Vliv
Bo Diddley absolutně zásadním způsobem ovlivnil celou generaci britských muzikantů a skupin, namátkou:
- Eric Burdon (The Animals) – např. coververze skladby Story of Bo Diddley,
- The Rolling Stones – coververze skladby Mona, bo-diddleyovský přístup k pojetí skladby Not Fade Away,
- Yardbirds – coververze skladby I’m A Man,
- Juicy Lucy – album Who Do You Love,
- Pretty Things bylo pojmenováno podle jeho skladby Pretty Thing.

## Diskografie
- Bo Diddley (1958)
- Go Bo Diddley (1959)
- Have Guitar Will Travel (1960)
- Bo Diddley in the Spotlight (1960)
- Bo Diddley Is a Gunslinger (1960) (Checker 2977) Album Cover
- Bo Diddley Is a Lover (1961)
- Bo Diddley's a Twister (1962)
- Bo Diddley (1962)
- Bo Diddley & Company (1962)
- Surfin' with Bo Diddley (1963)
- Bo Diddley's Beach Party (1963)
- Bo Diddley's 16 All-Time Greatest Hits (1964)
- Two Great Guitars (s Chuckem Berrym) (1964)
- Hey Good Lookin' (1965)
- 500% More Man (1965)
- The Originator (1966)
- Super Blues (s Muddy Watersem a Little Walter) (1967)
- Super Super Blues Band (s Muddy Watersem a Howlin' Wolfem) (1967)
- The Black Gladiator (1970)
- Another Dimension (1971)
- Where It All Began (1972)
- Got My Own Bag of Tricks (1972)
- The London Bo Diddley Sessions (1973)
- Big Bad Bo (1974)
- 20th Anniversary of Rock & Roll (1976)
- I'm a Man (1977)
- Ain't It Good To Be Free (1983)
- Bo Diddley & Co - Live (1985)
- Hey...Bo Diddley in Concert (1986)
- Breakin' Through the BS (1989)
- Living Legend (1989)
- Rare & Well Done (1991)
- Live at the Ritz (s Ronnie Wood) (1992)
- This Should Not Be (1993)
- Promises (1994)
- A Man Amongst Men (1996)
- Moochas Gracias (s Annou Moo) (2002)
- Dick's Picks #30 (1972, 5 písní, živé vystoupení s The Grateful Dead) (2003)